# Кастильоне Торинезе
Кастильо̀не Торинѐзе (на италиански: Castiglione Torinese; на пиемонтски: Castijon, Кастийон) е малък град и община в Метрополен град Торино, регион Пиемонт, Северна Италия. Разположен е на 216 m надморска височина. Към 1 януари 2020 г. населението на общината е 6500 души, от които 255 са чужди граждани.